# Международен ден на преводача
Международният ден на преводача се отбелязва от 1991 г. насам на 30 септември по решение на Съвета на Международната федерация на преводачите (ФИТ). На тази дата се почита паметта на патрона на преводачите, св. Йероним Блажени, починал на 30 септември 420 г. Св. Йероним превежда Библията от гръцки и еврейски на латински език между 383 и 406 г. Преведената от него Библия става известна под името Вулгата.
Празникът се отбелязва в цял свят с представяния на книги, кръгли маси, конкурси и др.